# Salchicha de Minkowski

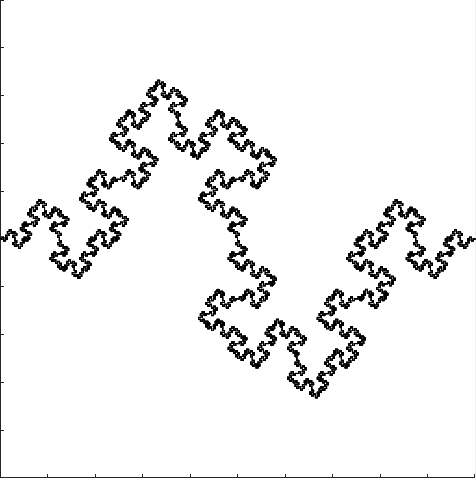
Salchicha de Minkowski (tipo 2)

La salchicha de Minkowski o la curva de Minkowski es un fractal propuesto y nombrado por primera vez por Hermann Minkowski. El nombre se debe al parecido casual de la curva con una ristra de salchichas. El iniciador es un segmento y el generador es una cadena poligonal formada por ocho partes con una longitud cada una de un cuarto de la del segmento.

## Propiedades

Iteraciones de la curva (animación)

La salchicha tiene una dimensión de Hausdorff-Besicovitch de {\displaystyle \left(\ln 8/\ln 4\ \right)=1.5=3/2}.  Por lo tanto, a menudo se elige cuando se estudian las propiedades físicas de los objetos fractales no enteros. Es estrictamente autosemejante, y nunca se cruza consigo misma. Es continua en todos sus puntos, pero no es diferenciable en punto alguno. No es rectificable, y posee una medida de Lebesgue de 0. La curva de tipo 1 tiene una dimensión de ln 5ln 3 ≈ 1,46. 
Se pueden organizar varias salchichas de Minkowski en un polígono de cuatro lados o en un cuadrado para crear un copo de nieve de Koch cuadrado o una isla/copo [de nieve] de Minkowski:
| IslasIsla formada por un generador diferente con una dimensión de ≈1.36521 o 3/2Isla formada utilizando la salchicha como generadorAnti-isla (anticopo de nieve de Koch), iteraciones 0-4Anti-isla: la simetría del generador da como resultado una imagen reflejada de la isla La misma isla que la primera formada a partir de un generador diferente , que forma 2 triángulos rectángulos con longitudes de lado en relación: 1:2:√5Isla cuadrada formada usando curvas con un generador diferente | Generadorisla |